# Centrotoclytus quadridens
Centrotoclytus quadridens är en skalbaggsart som först beskrevs av Victor Ivanovitsch Motschulsky 1861.  Centrotoclytus quadridens ingår i släktet Centrotoclytus och familjen långhorningar.
Artens utbredningsområde är Sri Lanka. Inga underarter finns listade.